# Agapit Pieczerski
Agapit Pieczerski (ros. Агапит Печерский), ur. około 1035 w Kijowie, zm. 14 czerwca 1095 tamże – mnich Monasteru Kijowsko-Pieczerskiego, uzdrowiciel, zielarz, święty Rosyjskiej Cerkwi Prawosławnej, wspominany w dniach 1 (14) czerwca oraz 28 września (11 października).
Informacje o życiu Agapita Pieczerskiego pochodzą głównie z Pateryku Kijowsko-Pieczerskiego. Pod koniec XX wieku zostały przeprowadzone badania szczątków Agapita, co dało możliwość określenia przybliżonego wieku świętego w chwili śmierci oraz stworzenie jego portretu.
Agapit czczony jest przede wszystkim na Ukrainie, jego imię wymieniane jest wśród ponad 180 starców Soboru Ojców Świętych Ławry Pieczerskiej, pochowanych w ławrze w Pieczarach Dalszych i Bliższych, oraz wśród świętych uzdrowicieli, patronów lekarzy.

## Życiorys

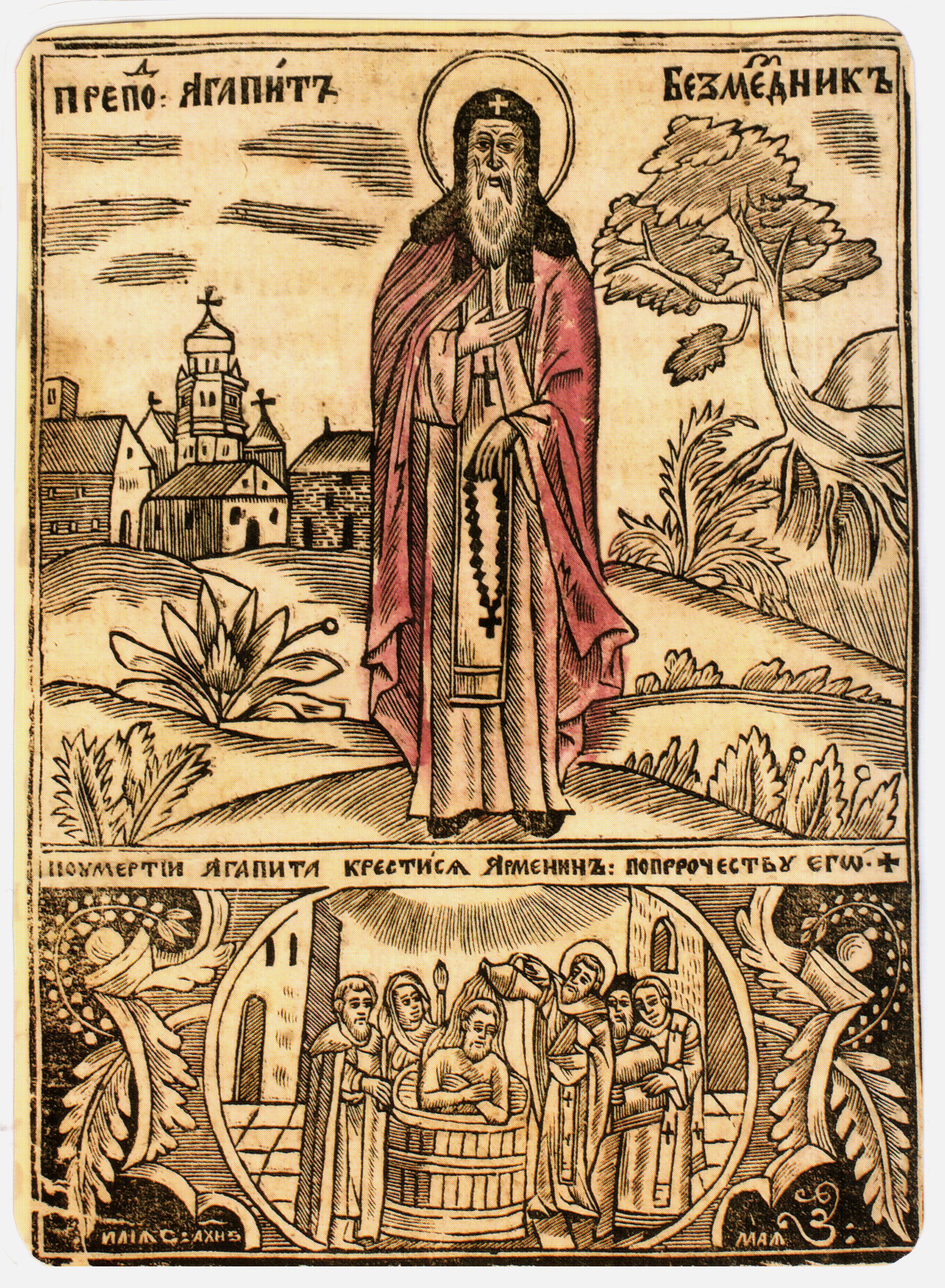
Św. Agapit Pieczerski

Nieznany jest rok urodzenia Agapita, nie ma danych na temat jego życia przed przybyciem do Ławry Pieczerskiej. Skąpe informacje o Agapicie zachowały się w Pateryku Kijowsko-Pieczerskim. Według Pateryku Agapit pochodził z Kijowa. Przybył do Ławry Pieczerskiej w czasie, gdy Antoni Pieczerski zyskał sławę uzdrowiciela, to jest nie później niż w latach siedemdziesiątych XI wieku. Agapit przyjął stan duchowny i jako jeden z pierwszych został uczniem Antoniego. Wzorem swojego nauczyciela Agapit zajmował się chorymi. Dzielił się z nimi ziołami, które stanowiły jego posiłek. Zioła lecznicze znane były Agapitowi z receptur Klaudiusza Galena. Dostarczane były między innymi z Konstantynopola. Żywot zawarty w Pateryku utrzymuje, że w ten sposób Agapit ukrywał swój dar uzdrawiania modlitwą.
Agapit jest uważany za pierwszego lekarza na Rusi Kijowskiej. Wraz z jednym z założycieli Ławry Pieczerskiej, Teodozjuszem Pieczerskim, utworzył pierwszy szpital (obecnie znajduje się w tym miejscu cerkiew św. Mikołaja) oraz przytułek dla obłąkanych (obecnie w tym miejscu znajdują się tak zwane „cele opętanych” w Bliższych Pieczarach Ławry).
Pateryk przypisuje Agapitowi uzdrowienie Włodzimierza Monomacha, księcia czernihowskiego (1078–1093), przyszłego wielkiego księcia kijowskiego. Do ihumena monasteru, Jonasza, przybył goniec Monomacha z prośbą o przysłanie do Czernihowa Agapita. Jednak lekarz odmówił, argumentując to tym, że nie przekroczy bramy monasteru dla sławy ludzkiej i jeżeli pójdzie do księcia, to w przyszłości będzie musiał odwiedzać wszystkich swoich chorych. Przekazał Monomachowi przez posła zioła. W podzięce za uzdrowienie, książę przybył do klasztoru z bogatymi darami, Agapit jednak ukrył się przed wzrokiem Monomacha. Druga próba obdarowania Agapita za pośrednictwem bojara również nie powiodła się, gdyż lekarz wyniósł złoto przed bramę monasteru.
Wiosną 1095 r. Agapit zachorował. Zmarł 1 (14) czerwca 1095 r. Został pochowany w Bliższych Pieczarach obok Antoniego Pieczerskiego. Przy grobie Agapita została ustanowiona ikona z napisem: Święty mnich Agapit Pieczerski – lekarz bezinteresowny (Прп. Агапит Печерский – врач безмездный).

## Cuda Agapita Pieczerskiego
Cerkiew prawosławna przypisuje Agapitowi dar uzdrawiania za pomocą modlitwy oraz dar prorokowania. Jako przykłady przytaczane są opowieści, zawarte w Pateryku.
Do Monasteru Pieczerskiego został przyniesiony chory bojar, któremu lekarz kijowski, z pochodzenia Ormianin, postawił diagnozę, że umrze za osiem dni. Dzięki modlitwie Agapita oraz zaaplikowanym przezeń ziołom bojar wyzdrowiał. Ormianin w akcie zemsty wysłał do niego skazańca, któremu nakazał na oczach mnicha wypić truciznę. Więzień pozostał przy życiu, gdyż dostał od Agapita zioła. Następnym krokiem Ormianina było podanie jadu samemu Agapitowi, jednak trucizna nie zadziałała.
Gdy Agapit ciężko zachorował, Ormianin przybył do jego celi. Zbadał chorego i powiedział, że pozostało mu trzy dni życia i jeżeli diagnoza jego nie sprawdzi się, to przyjmie wiarę prawosławną. Starzec odparł, że zna od Boga dzień swojej śmierci. W trakcie tej rozmowy do celi wniesiono chorego. Mnich uzdrowił go ziołami i modlitwą.
Po śmierci Agapita do Ławry przybył tenże Ormianin z zamiarem wstąpienia do monasteru. Zwlekał z tym do czasu, aż we śnie objawił mu się święty, aby przypomnieć o obietnicy.

## Kanonizacja i kult Agapita

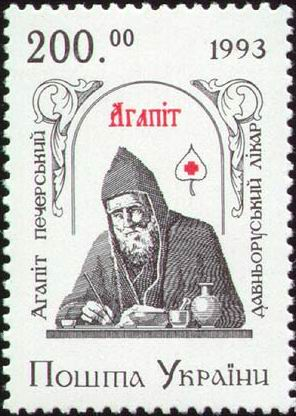
Znaczek pocztowy o nominale 200 hrywien z wizerunkiem św. Agapita

Agapit został uznany za świętego czczonego lokalnie w pierwszej połowie XIII wieku, w okresie, kiedy spisywany był Pateryk. W 1643 r. metropolita Piotr Mohyła ustanowił uroczystość świętych ojców, spoczywających w Bliższych Pieczarach. W menologium (месяцеслов) Szymona (Azaryna) z połowy XVII w. imię Agapita Pieczerskiego było zapisane pod datą 31 maja. Ukazy Świątobliwego Synodu Rządzącego z lat 1762, 1775 i 1784 włączyły imię świętego do kalendarza prawosławnego. We współczesnym Typikonie Rosyjskiej Cerkwi Prawosławnej imię Agapita nie zostało uwzględnione. Na jego cześć został ułożony akatyst. Zgodnie z kanonem Cerkwi prawosławnej Agapit należy do Soboru Świętych Starców Pieczerskich (Собор преподобных старцев Печерских), pochowanych w Bliższych Pieczarach. Ich święto przypada na 28 września (11 października). Agapit zaliczony został także do Soboru Wszystkich Świętych Ojców Kijowsko-Pieczerskich (Собор всех преподобных отцов Киево-Печерских). Wspomnienie ich obchodzone jest w drugą niedzielę wielkiego postu.
Najstarsze zachowane wizerunki Agapita to grawiury z XVII–XVIII wieku. Pierwszy portret świętego został wydrukowany w 1661 r. w jednym z wydań Pateryka.
W 1890 r. przy monasterze Opieki Matki Bożej (Покровский монастырь) w Kijowie została wzniesiona cerkiew pw. św. Agapita. W latach trzydziestych XX w. świątynia została zburzona, odbudowana przed dziewięćsetną rocznicą śmierci Agapita. Pozostaje zamknięta dla osób świeckich.
W Kijowie przy szpitalu nr 14 funkcjonowała świątynia pw. św. Agapita Pieczerskiego. W 2006 r. została wzniesiona drewniana cerkiew w pobliskim parku im. A.S. Puszkina. 11 października, w święto Agapita, świątynia została konsekrowana przez metropolitę kijowskiego i całej Ukrainy Włodzimierza (Sabodana). W cerkwi znajduje się ikona oraz cząsteczka relikwii św. Agapita. Przy cerkwi ustawiono altanę, w której co środę latem, po odprawieniu wieczornej liturgii i odśpiewaniu akatystu na cześć świętego, odbywają się spotkania dyskusyjne przy herbacie, organizowane przez Bractwo Świętego Jonasza Kijowskiego (Братство имени преподобного Ионы Киевского).
W dniach 15 lutego – 11 marca 2002 r. na Ukrainie odbyła się procesja z ikoną i cząstką relikwii Agapita Pieczerskiego. Przewodził jej metropolita Ukraińskiego Kościoła Prawosławnego Patriarchatu Moskiewskiego, Włodzimierz (Sabodan). Procesja wyruszyła z Ławry Pieczerskiej. Jej szlak wytyczyły miasta Charków, Ługańsk, Donieck, Mariupol, Dniepropietrowsk, Zaporoże, Symferopol, Sewastopol, Chersoń, Mikołajów i Odessa.
W 2021 r. na terenie ławry Peczerskiej oddano do użytku cerkiew domową pw. św. Agapita Pieczerskiego. Obiekt został 7 grudnia 2021 r. poświęcony przez metropolitę kijowskiego i całej Ukrainy Onufrego (Berezowskiego).

## Badania szczątków Agapita
W 1986 r. moskiewski lekarz medycyny sądowej Siergiej Nikitin na podstawie badań wyrzeźbił podobiznę Agapita, przedstawiając go z pęczkiem ziół. Badania biochemiczne wykazały, że ciało świętego nie zawiera garbników oraz żadnych związków chemicznych, wykorzystywanych przy balsamowaniu. Mumifikacja ciała Agapita przebiegała naturalnie.
Szczątki Agapita zostały zbadane przez specjalistów Instytutu Medycznego w Kijowie oraz Ukraińskiego Uniwersytetu Medycznego. Naukowcy ustalili wzrost świętego na 166 cm, a także jego wiek w momencie śmierci na około 60 lat. Pozwoliło to na określenie daty jego urodzenia na około 1035 r., czyli na czasy panowania w Kijowie Jarosława Mądrego. Badania wykazały, że Agapit za życia cierpiał na chorobę zwyrodnieniową stawów kręgosłupa, zesztywniające zapalenie stawów kręgosłupa i paradontozę, kulał na prawą nogę i nie miał lewego palca małego. Na dłoniach Agapita znaleziono cząsteczki miedzianego proszku i pyłków ziół.
Kandydat nauk biologicznych T. Rieszetnikowa wykryła, że szczątki świętego pozytywnie wpływają na biomotorykę. W pobliżu miejsca pochówku zmniejszał się wpływ promieniowania radioaktywnego. Badania, które przeprowadzili studenci R. Nowakowicz, S. Dudnik i W. Stolarow, potwierdziły odkrycie T. Rieszetnikowej. Wyjawiły ponadto bakteriobójcze oddziaływanie szczątków świętego na otoczenie.

## Naśladowcy Agapita
Agapit Pieczerski miał w Ławrze swoich uczniów i naśladowców, uznanych przez Cerkiew za świętych. Alipiusz Pieczerski, zwany ikonografem (Алипий Иконописец) leczył choroby skóry za pomocą farb, którymi pisał ikony. Jest uważany za patrona dermatologów. Damian Uzdrowiciel (Дамиан Целебник), opiekujący się chorymi dziećmi, został patronem pediatrów. Prochor Cudotwórca (Прохор Чудотворец), który według Pateryku w okresie głodu piekł z łobody chleb i przemieniał popiół w sól, uznawany jest za prekursora farmaceutyki na Rusi Kijowskiej. Święci Alipiusz, Damian i Prochor zostali pochowani obok Agapita Pieczerskiego.

## Ku pamięci Agapita
W 1993 r. na Ukrainie wyemitowano znaczek pocztowy na cześć świętego lekarza Agapit Pieczerski – staroruski lekarz (Агапіт Печерський – давньоруський лікар) o nominale 200 hrywien ukraińskich.
W dziewięćsetną rocznicę śmierci świętego, 14 czerwca 1995 r., na Uniwersytecie Medycznym w Kijowie odbyła się uroczystość poświęcenia i wmurowania kamienia węgielnego pod świątynię pw. Agapita Pieczerskiego. W tymże dniu odsłonięto na uczelni pomnik na jego cześć.
18 kwietnia 2003 r. Świątobliwy Synod Ukraińskiej Cerkwi Prawosławnej Patriarchatu Moskiewskiego zatwierdził Postanowienie o orderach Ukraińskiej Cerkwi Prawosławnej (Положение об орденах Украинской Православной Церкви). Aktem tym został ustanowiony między innymi Order Świętego Agapita Pieczerskiego trzech stopni. Przyznawany jest lekarzom.
6 marca 2008 r. na Ukrainie została założona organizacja charytatywna imienia Agapita Pieczerskiego. Inicjatorem jej powstania był metropolita Włodzimierz (Sabodan). Głównym celem organizacji jest koordynowanie pracy centrów zdrowia, rozsianych po Ukrainie. Nawiązana została współpraca z prawosławnym Domem Miłosierdzia „Emos” na Białorusi.